# Hueva (gastronomía)

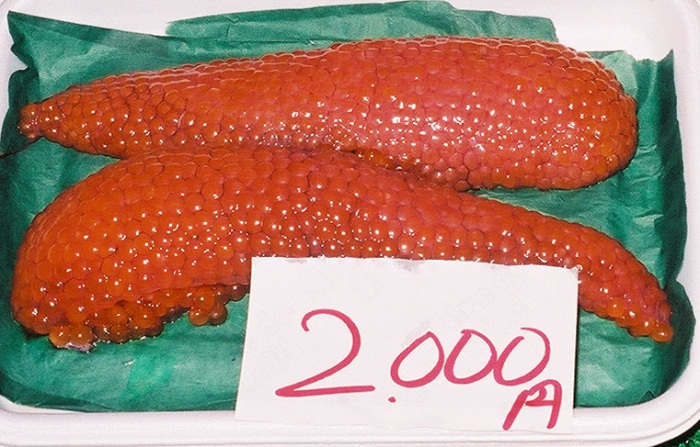
Huevas de salmón en un mercado de Shiogama, Japón.

Las huevas son una gran concentración de huevos de los peces y otros animales marinos como el erizo de mar, la gamba, vieira, el tiburón y la rana. Se emplean en cocina en muchos platos, incluso crudas o quemadas. El caviar, considerado delicia culinaria, son huevas de la hembra del esturión.

## Usos culinarios según países

### América

#### Perú

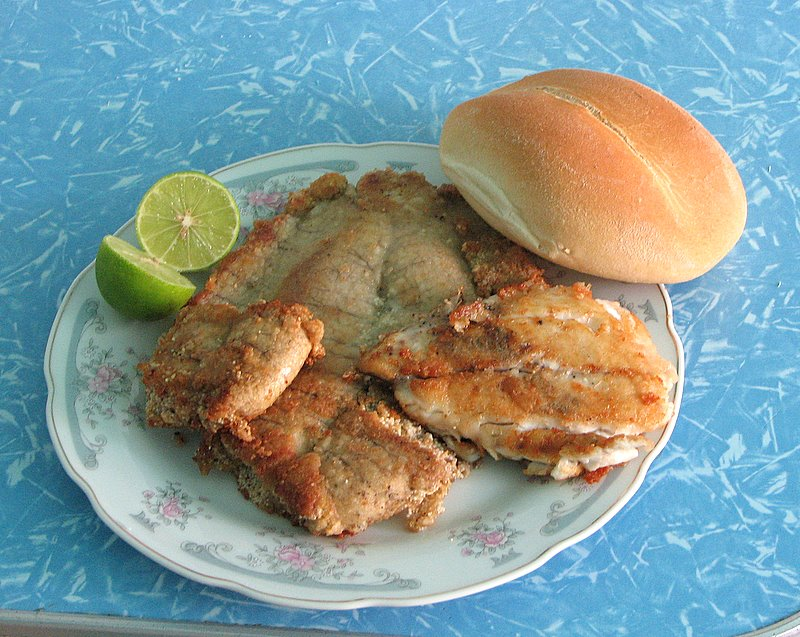
Desayuno peruano: chita y huevera frita con pan francés.

En la gastronomía peruana se les denominan hueveras. Son muy apreciadas las de bonito, chita, lenguado y corvina. Su consumo se hace fritas en forma de chicharrón, en jaleas, y en tortillas, y es una preparación popular en las cebicherías del país.

#### Venezuela
En Venezuela (principalmente en Oriente y la isla de Margarita) es común el consumo de huevas de pescados tales como: atún, jurel, lisa/lebranche y bagre. Por lo general se consumen fritas, si bien también se pueden consumir guisadas.

### Asia

#### Japón

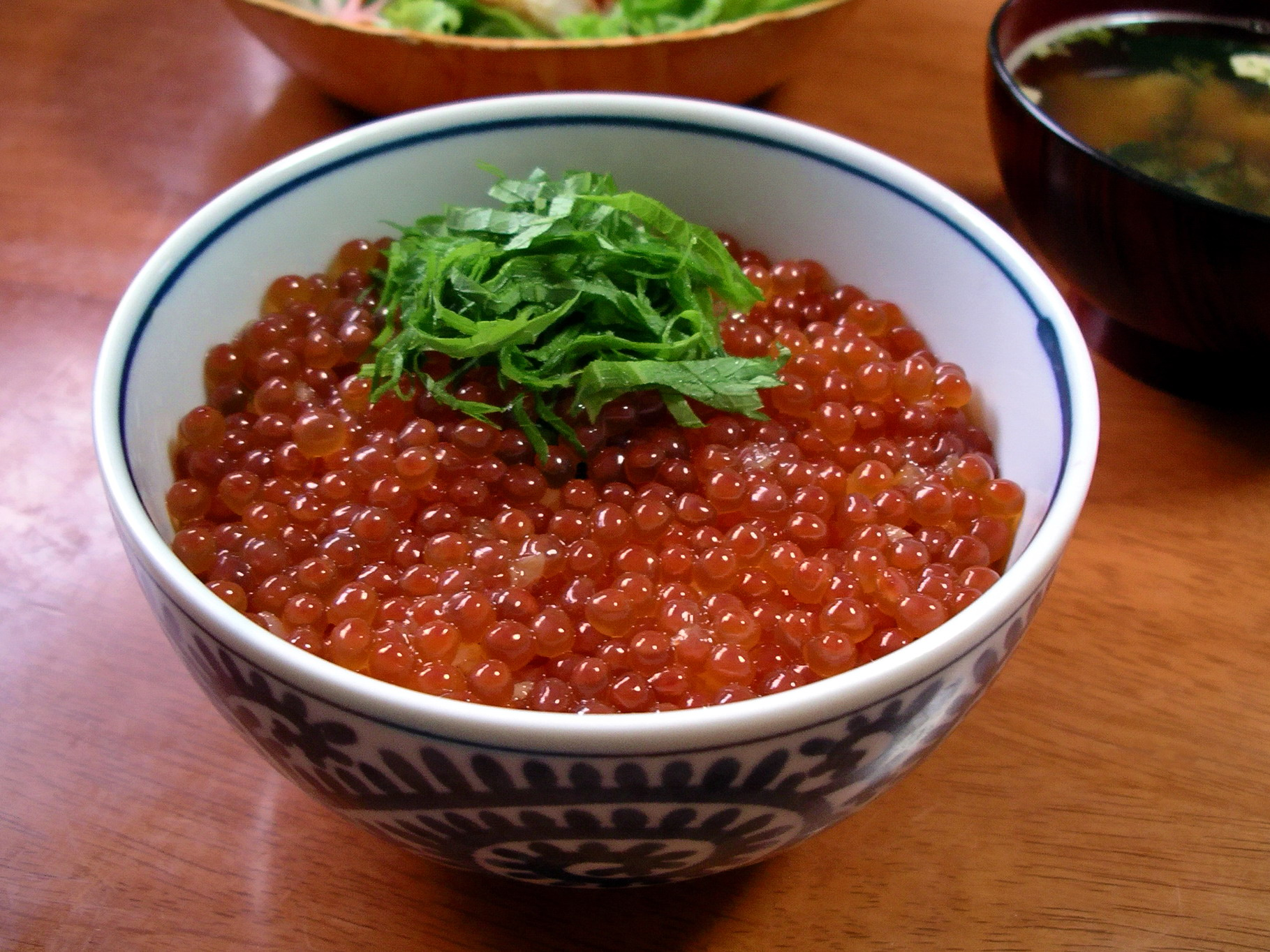
Ikuradon, un cuenco de arroz cubierto de huevas de salmón.

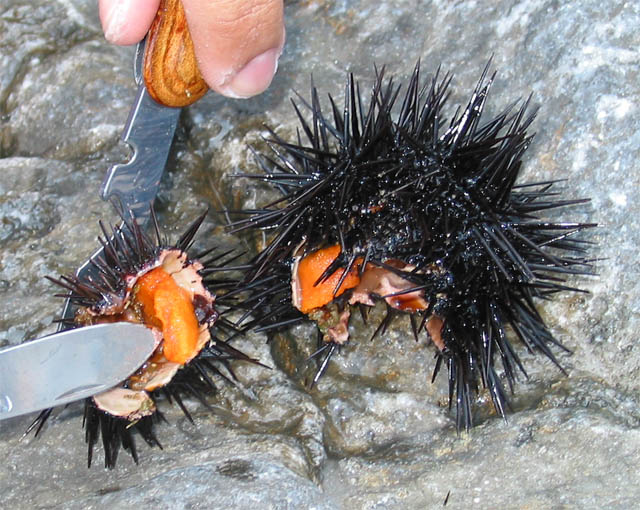
Gónadas de erizo de mar.

Los japoneses usan una gran variedad de huevas en su cocina, entre las cuales destacamos las siguientes:
- Ikura (いくら) – Huevas de salmón. Son unas esferas grandes de un color rojo-anaranjado. Debido a que las huevas de salmón se utilizan como cebo, las personas que prueben el sushi elaborado con ellas por vez primera pueden quedar desconcertados.
- Kazunoko (数の子/鯑) – Huevas de arenque, amarillas o rosáceas con una textura gomosa y firme. Conforman una sola masa, por lo que aparentan ser un trozo de pescado.
- Mentaiko (明太子) – Huevas de abadejo de Alaska, especiadas con pimienta roja en polvo y rodeada de una fina membrana natural elástica. Estas huevas son de color rojizo a rosa.
- Tarako (たらこ) – Huevas de abadejo asadas.
- Tobiko (飛び子) – Huevas de pez volador, rojo anaranjadas y crujientes.
- Uni (うに, 雲丹) – Las gónadas del erizo de mar (a veces son llamadas equivocadamente hueva o huevos) son frágiles y fundentes. El color varía de naranja a amarillo pálido. Se consumen crudas o poco cocinadas. Son una comida típica también de la cocina coreana, de la cocina sushi japonesa, de Chile y el sur de España. En la cocina asiática se considera un alimento afrodisíaco.
- Karasumi (カラスミ, 鱲子) – es una especialidad de Nagasaki hecha con huevas de mújol.

### Europa

#### Dinamarca
Las huevas de lumpo o lompa (stenbider) son muy apreciadas en la cocina danesa. Asimismo los daneses comen huevas de bacalao (torsk).

#### España

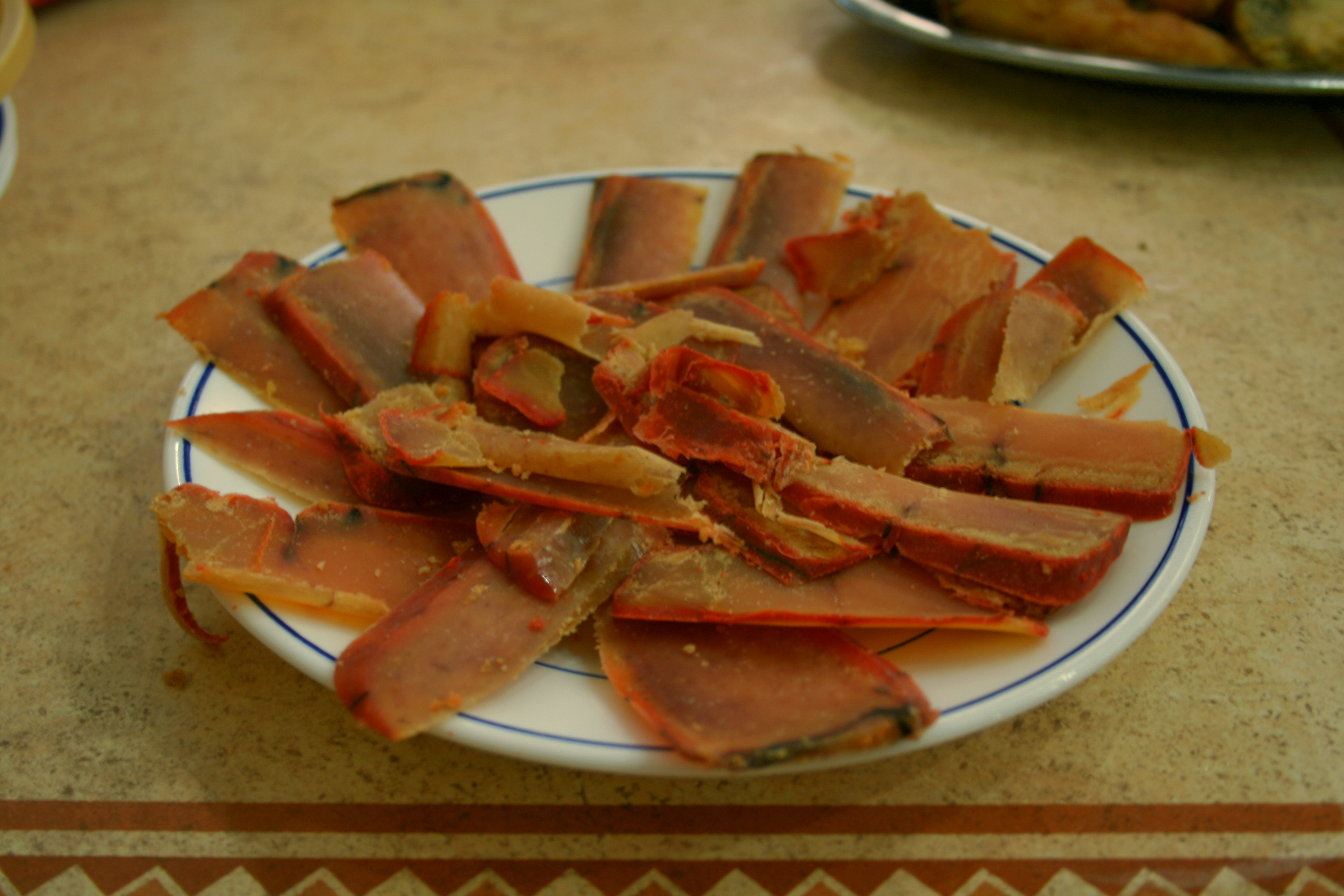
Huevas secas en Cádiz.

Es común en todo el territorio español el empleo de huevas de merluza, atún y otros peces en la cocina española. Se sirven tanto crudas, como salteadas, asadas, fritas o aliñadas. La hueva de atún es un elemento típico de las tablas o platos de salazones junto al bonito seco o la mojama. En la Región de Murcia es habitual el consumo de hueva de mujol en salazón. En el Principado de Asturias se comen las huevas de los oricios.

#### Italia
La bottarga es una masa constituida por huevas saladas de mújol usadas como aderezo de algunos tipos de pasta.

#### Irán
Aparte del ya mencionado caviar, en las provincias del Mar Caspio se cocinan bastantes variedades de huevas de las más diversas maneras.

#### Turquía y Grecia
El tarama (turco) es un meze turco y griego que emplea huevas como principal ingrediente. Es típico de la isla de Leucas (Λευκάδα). El resto de los ingredientes pueden variar pero suelen incluir aceite de oliva, ajo, tomate, nueces y pimiento rojo. El meze se llama taramosalata (Ταραμοσαλάτα) en griego y consiste en huevas con zumo de limón, cebolla, ajo y aceite de oliva.